# U.S. Route 50
U.S Route 50 är en väg i USA i öst-västlig riktning. Vägen är 4855 km lång och sträcker sig mellan Sacramento, Kalifornien och Ocean City i Maryland. 
Vägen går igenom delstaterna Kalifornien, Nevada, Utah, Colorado, Kansas, Missouri, Illinois, Indiana, Ohio, West Virginia, Virginia, District of Columbia och Maryland